# Marchand (motorfietsmerk)

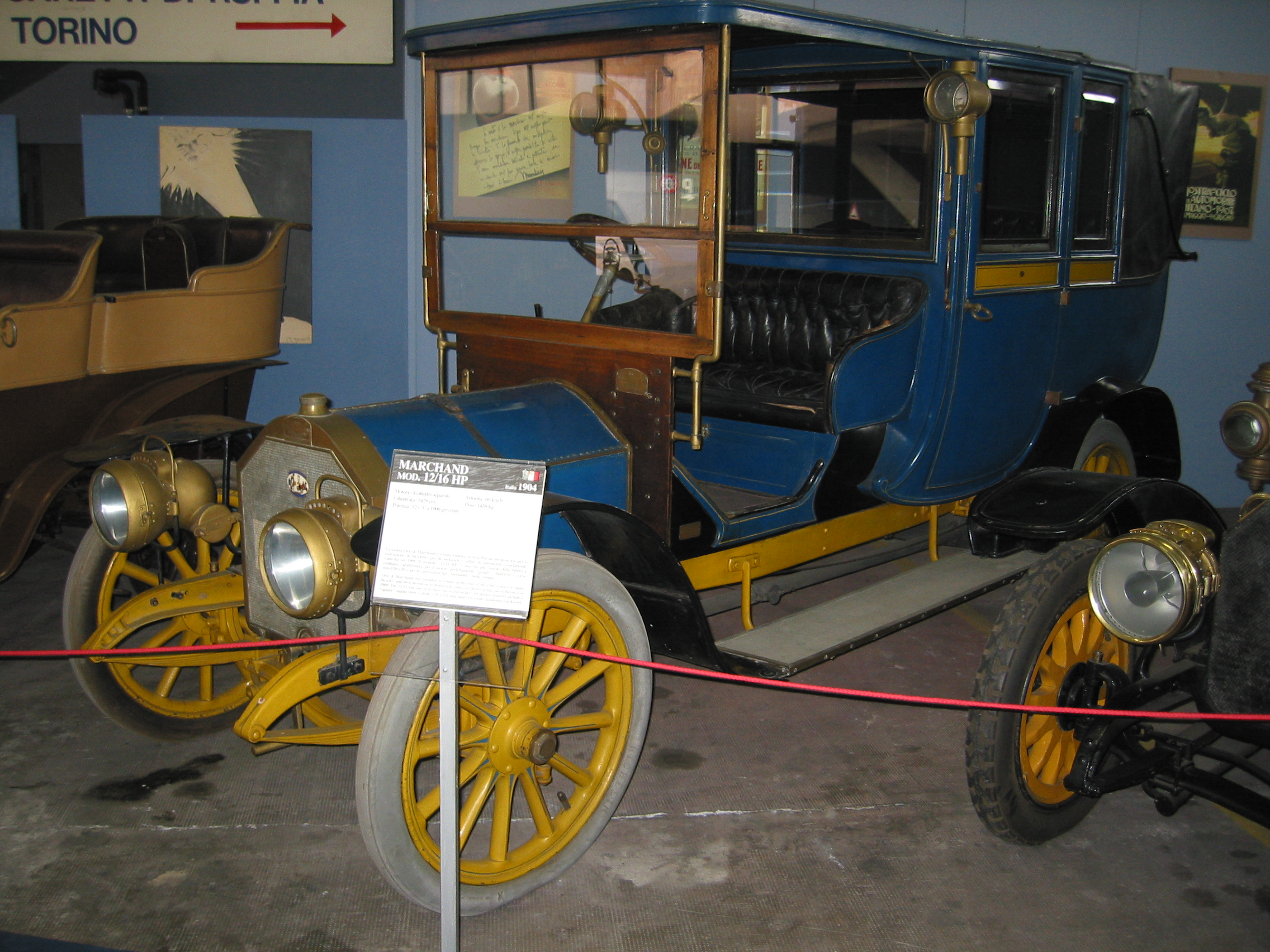
een Marchand uit 1904

Marchand was een Italiaanse producent van auto’s, motoren en fietsen.
De uit Duinkerke afkomstige broers Paul en Léonce Marchand hadden in 1889 een fabriek in Milaan, die echter in 1898 naar Piacenza verplaatst werd. De broers Attilio Orio sloten zich bij hen aan en ze begonnen met de productie van motorfietsen. 
Marchand-Orio was rond 1900 een van de bekendste bedrijven van Italië, niet in de laatste plaats door veel successen in wedstrijden. De eerste motorfiets werd door technicus Giuseppe Merosi ontwikkeld en op de show van Milaan in 1901 voorgesteld. Hij had een 1¾ pk motor en accuontsteking, die echter in 1902 al door magneetontsteking vervangen werd. De motor verving de achterste framebuis. 
Bij het model uit 1902 lag het blok plat onder in een lus van het frame. In 1903 stond het blok rechtop voor de pedalen. Het 1905-model had een staande eencilinder met 2½- of 3½ pk en snuffelkleppen. Volgens sommige bronnen is de productie in 1907 vrij plotseling gestaakt, terwijl het bedrijf toen net op zijn hoogtepunt was. Het is ook mogelijk dat er nog tot 1910 motorfietsen zijn gemaakt.